# Harvest Moon DS : L'Archipel du soleil
Harvest Moon DS : L'Archipel du soleil (牧場物語 キラキラ太陽となかまたち, Bokujō Monogatari: Kira Kira Taiyō to Nakama Tachi) est un jeu vidéo mêlant simulation de vie, gestion et jeu de rôle développé par Marvelous Interactive puis édité au Japon par Marvelous Interactive et en Amérique du Nord par Natsume. C'est le quatrième jeu de la série Harvest Moon sorti sur Nintendo DS.

## Accueil
- Jeuxvideo.com : 14/20[1]
- Nintendo Life : 7/10[2]